# Droit d'aînesse
« Aînesse » redirige ici. Pour l’article homophone, voir NS.

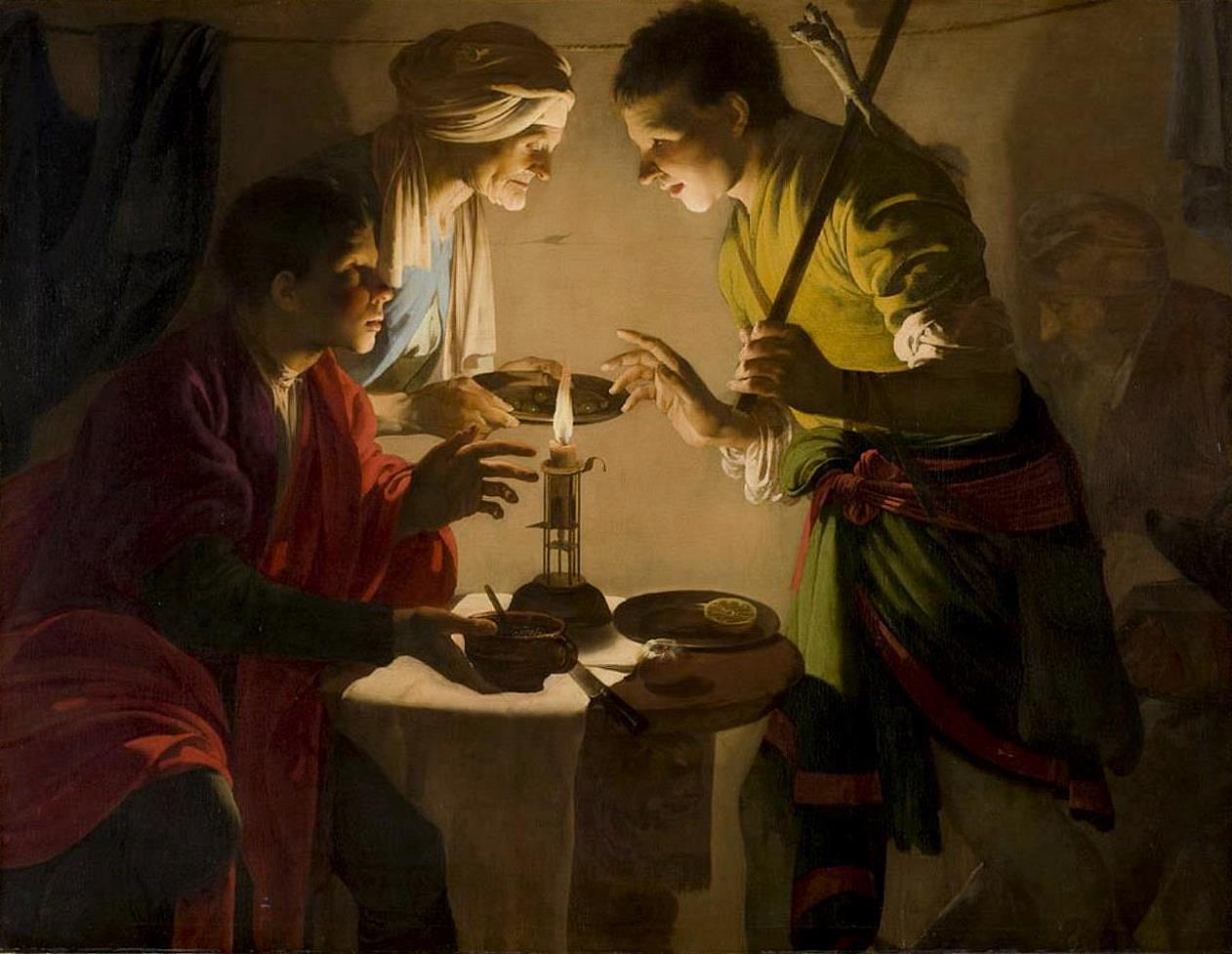
Hendrick Ter Brugghen, Esaü vendant son droit d'aînesse, vers 1627 Huile sur toile 107 x 139 cm. Musée Thyssen-Bornemisza, Madrid.

Le droit d'aînesse, ou par ellipse l'aînesse, confère la totalité ou la majorité des biens d'un foyer au premier-né ou, par extension, à un autre enfant par rapport aux autres enfants de la même famille. Très souvent ce droit est restreint à l'aîné mâle de la famille, bien qu'il existe quelques exceptions.

## Contexte
Cela constitue un élément fondamental de considération des stratégies familiales en matière de natalité et de projets d'éducation induits, et surtout pour préserver des domaines ou exploitations de taille suffisante pour pérenniser la puissance d'une famille. Ce système de partage des successions importantes a permis de fortifier l'aristocratie héréditaire et la paysannerie propriétaire. Dans la société moderne occidentale, l'aîné d'une famille seigneuriale reprenait généralement les affaires une fois de retour d'une carrière militaire, en l'occurrence en héritant du préciput, et un ou des cadets entraient dans les ordres religieux, image que Stendhal utilise dans Le Rouge et le Noir. Cette partition n'a jamais été automatique, des aînés pouvant entrer dans les ordres, ou plusieurs cadets disposer d'une part d'héritage. Dans les sociétés paysannes françaises régies jusqu'au code Napoléon par des systèmes à maison, c'est-à-dire désignant un héritier universel, c'est généralement l'aîné qui héritait du tènement ou de la propriété, des compensations pouvant être versées pour les cadets ou puînés.

## Histoire
La Bible fait référence au droit d'aînesse (Genèse 25:29-34) en évoquant la rivalité entre les frères jumeaux Ésaü et Jacob, fils de Isaac et Rebecca.
En France, le droit d'aînesse s'appliquait uniquement aux familles nobles (même si des roturiers fortunés s'en prévalaient). Il accordait au premier-né mâle une part prépondérante dans l'héritage paternel et maternel. Il a été aboli en 1792, lors de la Révolution, puis rétabli partiellement en 1826 par les ultraroyalistes,, avant d'être définitivement aboli en 1849.
En Bretagne, c'est l'assemblée des barons connu sous le nom d'« Assise du comte Geoffroy » en 1185 qui décida que les héritages nobles ne seraient plus partagés entre les enfants, mais appartiendrait totalement à l'aîné, qui placerait et doterait convenablement les cadets.
Dans la paysannerie, ce droit dépendait du droit coutumier en vigueur. Au XVIIe siècle, les systèmes à maison sont surtout présent dans la partie sud de la France. Les héritiers universels sont très  souvent les aînés mâles, mais on trouve quelques exceptions. Selon la coutume de Bigorre, c'est systématiquement le premier des enfants qui hérite, qu'il soit fille ou garçon. Selon un recensement fait à Saint-Victor-la-Coste, dans la vallée du Rhône languedocienne, l'héritier désigné à chaque génération est dans 85 % des cas un garçon, dans 15 % des cas une fille, et pour les garçons, ce sont les aînés qui héritent, dans 95 % des cas.
En Espagne, le droit d'aînesse est resté en vigueur jusqu'en 1820.
Au Japon, le droit d'aînesse est resté juridiquement effectif jusqu'en 1948, date à laquelle un nouveau code civil calqué sur le droit occidental a été promulgué par les forces d'occupation américaines.